# Białobudż
Białobudż (deutsch Baldebuß) war ein Wohnplatz in Pommern. Die Ortsstelle liegt heute wüst und befindet sich in der Woiwodschaft Westpommern in Polen.

## Geschichte
Baldebuß wurde 1321 erstmals in einer historischen Quelle erwähnt: Herzog Wartislaw IV. genehmigte den damaligen Besitzern von Karnitz den Verkauf des Dorfes Baldebuß an die Stadt Greifenberg. Der Verkauf wurde in einer anderen Urkunde durch Bischof Konrad IV. von Cammin bestätigt.
In Ludwig Wilhelm Brüggemanns Ausführlicher Beschreibung des gegenwärtigen Zustandes des Königlich-Preußischen Herzogtums Vor- und Hinterpommern (1784) wurde  „Baldebus“ unter den adligen Gütern des Greifenbergischen Kreises aufgeführt. Das Dorf bestand damals aus sieben Haushalten („Feuerstellen“), darunter zwei Bauern und drei Kossäthen. Zum Dorf gehörte Fischerei in der Ostsee. Es bestand aus zwei Anteilen: Baldebus A gehörte zum adeligen Wohnsitz Riebitz A, Baldebus B zu Riebitz B.
Nördlich von Baldebuß nahe der Ostsee ist später die Siedlung Baldebuß entstanden, die auf einem Messtischblatt von um 1900 noch fehlt, dann aber im Messtischblatt mit Berichtigungen von 1938 verzeichnet ist.
Baldebuß bildete bis 1945 einen Wohnplatz in der Gemeinde Riebitz im Landkreis Cammin i. Pom.
Nach 1945 kam Baldebuß, wie ganz Hinterpommern, an Polen. Das eigentliche Baldebuß ist heute nicht mehr besiedelt. Die Siedlung Baldebuß bildet heute den westlichen Teil des Ostseebades Pobierowo (Poberow).